# (728767) 2010 RF64
(728767) 2010 RF64 est un cubewano de magnitude absolue 5,7, ce qui le qualifie comme un candidat au statut de planète naine.
Son diamètre est estimé à 350 km.